# UGM-133 Trident II
UGM-133A Trident II còn gọi với tên Trident D5, Ngọn Đinh Ba là tên lửa xuyên lục địa phóng từ tàu ngầm (SLBM), được phát triển bởi Lockheed Martin Space Systems, Sunnyvale, California, và được triển khai trong Hải quân Mỹ và Anh. Nó được bắt đầu đưa vào triển trai từ tháng 3 năm 1990 tới nay,.Hệ thống tên lửa chiến thuật Trident II là sự phát triển tiếp theo với sự nâng cao độ chính xác, khối lượng đầu đạn, và tầm bắn so với Trident C-4. Nó là thành phần quan trọng đối trong bộ 3 nguyên tử của Mỹ. Tên lửa được thiết kế để có thể vừa phóng được từ dưới biển vửa phóng được trên bộ, để có thể duy trì khả năng tấn công nhiều mục tiêu. Nó nâng cao vị thế của Mỹ về vũ khí chiến thuật với khả năng và trọng tải đầu đạn linh hoạt mà có thể dàn xếp khởi động hiệp ước tên lửa chủ đông (xem hiệp ước New START). Khối lượng đầu đạn tăng lên biến Trident II trở thành công cụ để tấn công phủ đầu.
Tên lửa Trident II được trang bị trên 14 chiếc tàu ngầm nguyên tử lớp Ohio và 4 chiếc  lớp Vanguard, với 24 quả trang bị trên mỗi chiếc Ohio và 16 quả trên mỗi chiếc Vanguard (số lượng tên lửa trên Ohio sẽ giảm xuống 20 vào năm sau , theo như thỏa thuật về giới hạn Vũ khí chiến thuật). Đã có 176 lần phóng thử tên lửa D5 thành công kể từ năm 1989 lần gần đây nhất là từ USS Nebraska tháng 11 năm 2019. Dưới 10 lần phóng bị thất bại. lần gần đây nhất là từ HMS Vengeance gần mũi Florida vào tháng 1 năm 2016. Tên lửa ICBM D5 là thế hệ thứ sáu của dòng tên lửa kể từ khi chương trình phát triển tên lửa phóng từ tàu ngầm bắt đầu cách đây 60 năm trước. Chương trình kéo dài hoạt động Trident D5LE sẽ giúp D5 còn phục vụ đến năm 2042.

## Lịch sử

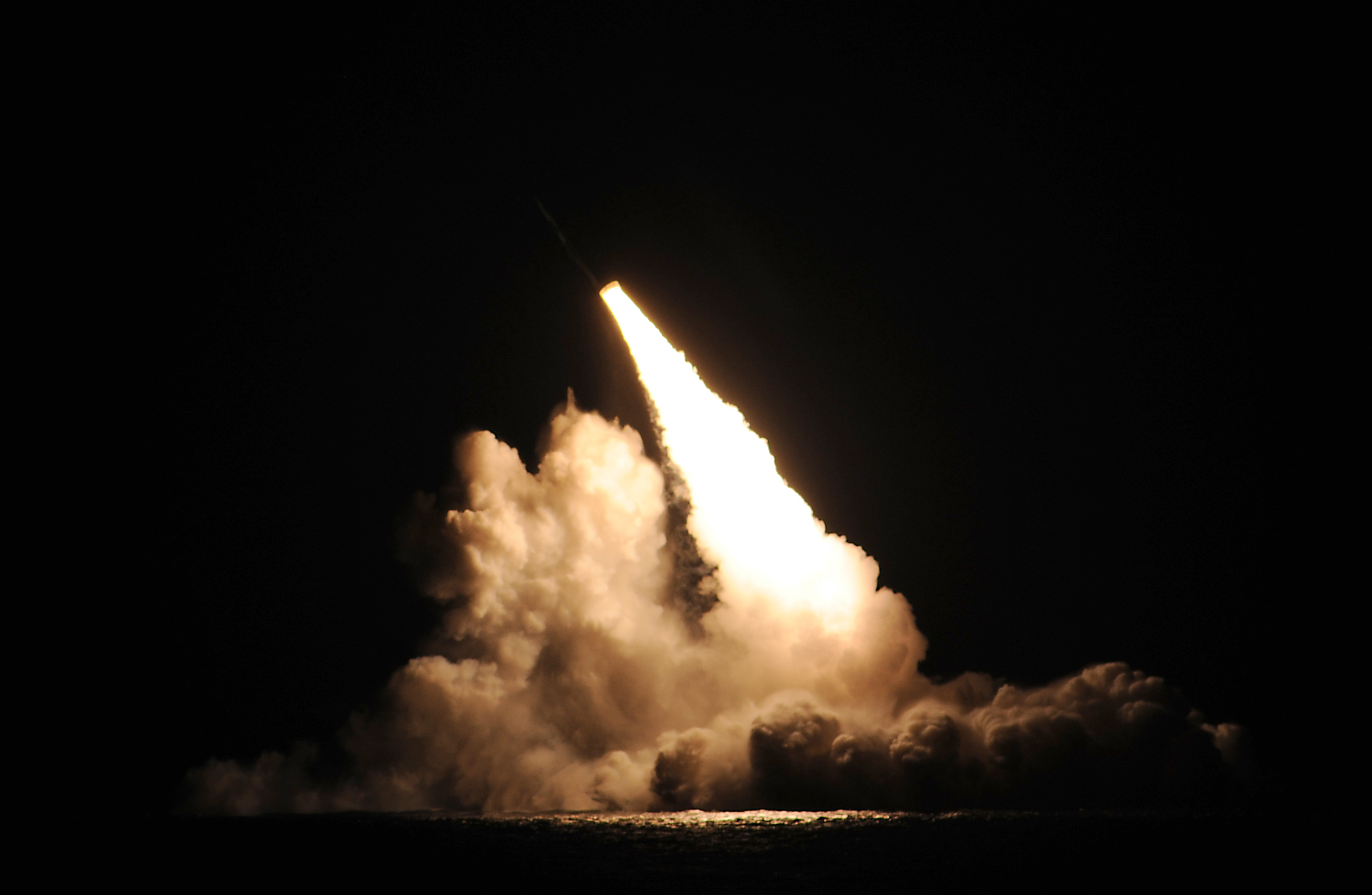
USS Kentucky bắn tên lửa SLBM Trident II trong cuộc thử nghiệm DASO 26 vào năm 2015

Tên lửa Trident II được thiết kế có tầm bắn và khả năng mang đầu đạn lớn hơn so với tên lửa tiền nhiệm (Trident C-4). Năm 1972, hải quân Mỹ đưa ra tính năng hoạt động sơ bộ (IOC) hoàn thành trước năm 1984, sau đó dời về 1982. 18/10/1973, Chương trình Trident đã được đưa ra đánh giá. Vào 14/3/1974, Cục phòng vệ mật của Mỹ đưa ra 2 yêu cầu đối với chương trình Trident. Đầu tiên là tăng độ chính xác cho tên lửa Trident C-4. Thứ 2 là phiên bản tên lửa mới phải có tầng khởi tốc lớn hơn C-4.
Hải quân Mỹ chỉ đạo nghiên cứu nhằm xác định rõ liệu tên lửa Trident II mới có thể phát triển dựa trên tên lửa LGM-118A Peacekeeper của Không quân Mỹ, nhằm giảm giá thành. Tên lửa Trident II sẽ có đường kính 83 inches và dài 44 feet nhằm đưa đến khả năng giống như tên lửa LGM-118A Peacekeeper. Các thay đổi về hệ thống dẫn đường, phần điện tử, và các lớp bảo vệ thêm không phù hợp với thiết kế. Trong khi nó làm thỏa mãn yêu cầu của Hải quân, nó không đạt khả năng tải trọng như yêu cầu của không quân Mỹ
Tầng đẩy được đưa ra đặt giữa tầng 1 và 2, khiến cho Trident II dài hơn so với C-4. Những nghiên cứu đã bị hoãn tới năm 1978, khi Quốc hội Mỹ chỉ chi ra 5 triệu $ so với yêu cầu là 15 triệu $ cho chương trình nghiên cứu. Đến tháng 12 năm 1978, những nghiên cứu riêng của Hải quân và Không quân đã đồng ý với mỗi bên rằng kết cấu tên lửa tương tự sẽ không thể tiết kiệm được như mong muốn. Chắc chắn Hải quân và không quân phải duy trì và chịu trách nhiệm cho mỗi hệ thống vũ khí riêng biệt của họ. Hải quân Mỹ tiếp tục chương trình phát triển tên lửa Trident II.
Vào tháng 3 năm 1980, US Secretary of Defense Harold Brown đề xuất gia tăng quỹ tài trợ cho chương trình hiện đại hóa SLBM, đặc biệt là về cải thiện độ chính xác. House Armed Services Committee (HASC) không đưa ra khoản tài trợ nào trong khi Senate Armed Services Committee (SASC) cung cấp tài trợ toàn phần trị giá 97 triệu $. SASC yêu cầu kế hoạch hợp tác "Cạnh tranh đầy đủ nhất có thể... [và] nên để ý cân nhắc đến sự cạnh tranh giữa các nhà thầu cho mỗi thành phần chính, bao gồm lắp ráp tên lửa." 65 triệu $ đã được đưa ra cho chương trình hiện đại hóa SLBM.
Vào 2/10/1981 tổng thống Reagan đã đưa ra yêu cầu về hiện đại hóa lực lượng Chiến lược . Cục phòng vệ đã chỉ định Hải quân Mỹ tài trợ cho các chương trình phát triển tên lửa Trident II D5 với IOC tháng 12 năm 1989. Tất cả mọi nghiên cứu và phát triển sẽ được chỉ định để gây dựng một tên lửa Trident II mới với công nghệ tiên tiến, độ chính xác cao. Vào năm 1982 Thứ trưởng Bộ Quốc phòng Hoa Kỳ Frank Carlucci, thư ký Hải quân Caspar Weinberger bao gồm quỹ phát triển cho phương tiện thâm nhập tầng khí quyển Mk5, có hiệu suất cao hơn phiên bản Mk4 cho Trident II.
Chuỗi 19 vụ phóng Trident II trên đất liền đầu tiên diễn ra từ Tổ hợp phóng Cape Canaveral 46 từ ngày 15 tháng 1 năm 1987 đến ngày 27 tháng 1 năm 1989. Vụ phóng tàu ngầm đầu tiên được thực hiện bởi USS Tennessee, là tàu ngầm trang bị tên lửa SLBM D-5 đầu tiên của lớp tàu ngầm Ohio, vào ngày 21 tháng 3 năm 1989, ngoài khơi Cape Canaveral, Florida. Vụ thử nghiệm thất bại dẫn đến trì hoãn thời điểm bắt đầu đưa vào trang bị tên lửa Trident. Việc triển khai chỉ được thực hiện vào năm 2001, tại hạm đội Thái Bình Dương.

## Thiết kế
Tên lửa SLBM Trident II là tên lửa đạn đạo ba tầng, mỗi tầng đều sử dụng động cơ tên lửa nhiên liệu rắn. Động cơ của tầng I được sản xuất bởi công ty Northrop Grumman. Giai đoạn đầu tiên này bao gồm một động cơ đẩy nhiên liệu rắn, các bộ phận đảm bảo đánh lửa ở giai đoạn đầu và hệ thống điều khiển vectơ lực đẩy (TVC). Tầng I, so với Trident C-4, lớn hơn một chút, cho phép tăng tầm bắn và mang được tải trọng lớn hơn. Ngoài động cơ lớn hơn, Trident D-5 còn sử dụng chất kết dính nhiên liệu tiên tiến và nhẹ hơn (polyethylen glycol) so với phiên bản C-4. Nhiên liệu này thường được gọi là NEPE-75 . (NEPE là viết tắt của nitrat ester dẻo polyether , số 75 biểu thị rằng nhiên liệu chứa 75% chất rắn.) Các thành phần rắn được liên kết bởi chất kết dính nhiên liệu là HMX, nhôm, và ammonium perchlorate.
Cả động cơ tầng I và tầng II đều được kết nối bằng một vỏ bọc giữa các giai đoạn, chứa thiết bị điện tử và vật liệu để phân tách trong suốt chuyến bay. Tầng II có một động cơ do Thiokol và Hercules Inc. chế tạo, các bộ phận đảm bảo kích hoạt động cơ tầng II và hệ thống TVC. Tầng I và II rất quan trọng đối với tính toàn vẹn cấu trúc của tên lửa. Để đảm bảo rằng các tầng duy trì tỷ lệ cường độ trên trọng lượng tối đa, cả hai tầng đều được gia cố bằng vỏ polyme gia cố bằng sợi carbon .
Phần thứ hai và thứ ba được kết nối bằng phần thiết bị/bộ chuyển đổi tích hợp (ES). Phần thiết bị/adapter được cải tiến để ngắn và gọn hơn phần adapter của C-4. Phần thiết bị của D-5 chứa các thiết bị điện tử hàng không điều khiển và dẫn đường quan trọng, chẳng hạn như hệ thống dẫn đường Mk 6. Phần thiết bị còn có hệ thống điều khiển vectơ lực đẩy, khoang chứa đầu đạn MIRV. Tấm chắn mũi bảo vệ đầu đạn và động cơ tầng III. Được gắn bên trong nắp mũi (phía trên tấm chắn mũi) là một mũi nhọn khí động học-aerospike có thể mở rộng. Aerospike có tác dụng giảm lực cản tới 50%. Thân tên lửa tầng III cũng được gia cố bằng sợi carbon và kevlar.
Trident II là tên lửa đầu tiên trong chương trình Tên lửa đạn đạo của Hạm đội Hoa Kỳ có kết hợp bộ phận in 3D.
Ngoài Lockheed Martin là nhà thầu chế tạo tên lửa chính, thì còn có nhiều công ty khác của Mỹ tham gia vào việc bảo trì, chế tạo các thành phần khác nhau của tên lửa.

### Đầu đạn
Trong biên chế Hải quân Hoa Kỳ, tên lửa Trident II có thể được trang bị khoang đầu đạn RV Mk-5 với tối đa tám đầu đạn W88, tổng đương lượng nổ 475 kt hoặc RV Mk-4A với mười bốn đầu đạn W76-1 có đương lượng nổ 90 kt và mười bốn RV Mk-4A với 5 đầu đạn W76-2 đương lượng nổ 7 kt. Trên thực tế, trung bình mỗi tên lửa mang theo 4 đầu đạn con do những hạn chế về số lượng đầu đạn mà hiệp ước New START đặt ra.
Tên lửa Trident trước đây mang RV Mk-4 với đầu đạn W76-0 đương lượng nổ 100 kt, nhưng bắt đầu từ tháng 9 năm 2008, W76-0 được chuyển đổi thành W76-1. Quá trình chuyển đổi được hoàn thành vào tháng 12 năm 2018. Việc chuyển đổi từ W76-0 sang W76-1 bao gồm việc trang bị RV mới (Mk-4A), thay thế các bộ phận đã bị lão hóa và lắp đầu đạn bằng vũ khí MC4700 mới. Hệ thống MC4700 (được mệnh danh là "siêu ngòi nổ") cải thiện đáng kể khả năng chống lại các mục tiêu kiên cố như hầm chứa hoặc boongke. W76-2 cũng được trang bị ngòi nổ tương tự.
Trong yêu cầu ngân sách năm 2021 của Cơ quan An ninh Hạt nhân Quốc gia , cơ quan này đã yêu cầu 53 triệu USD để bắt đầu phát triển đầu đạn W93 mới để trang bị cho tên lửa Trident II và 32 triệu USD để phát triển khoang đầu đạn RV Mk-7 mới.

## Thông tin đặc tính kỹ thuật
- Tầm bắn (không được tiết lộ chính xác):  Đầy tải: ~7.600 km (4.700 dặm)[26]  Giảm tải: ~12.000 km (7.500 dặm)[26]
- Hệ thống dẫn đường: Hệ thống dẫn đường quán tính-thiên văn Astro MK 6. Dẫn đường quán tính được ưa chuộng nhất cho các tên lửa đạn đạo trong giai đoạn đầu và khi quay trở lại khí quyển vì nó không có tín hiệu bên ngoài và không thể bị gây nhiễu.[27]
- Bán kính chính xác: Yêu cầu: <90 mét (300 ft).[28]

| Số đầu đạn | Trọng lượng ném (kg) | Tầm bắn tên lửa (km) | Mức độ tăng tầm bắn % |
| ---------- | -------------------- | -------------------- | --------------------- |
| 8          | 2.700                | 7.593                | trên danh nghĩa       |
| 7          | 2.525                | 8.278                | 9                     |
| 6          | 2.350                | 9.111                | 20                    |
| 5          | 2.175                | 10.148               | 34                    |
| 4          | 2.000                | 11.519               | 52                    |
| 3          | 1.825                | 13.482               | 78                    |